# Paracambi
Paracambi is een gemeente in de Braziliaanse deelstaat Rio de Janeiro. De gemeente telt 45.016 inwoners (schatting 2009).
De gemeente grenst aan Engenheiro Paulo de Frontin, Itaguaí, Japeri, Mendes, Miguel Pereira, Piraí en Seropédica.